# Stefanie Vögele
Stefanie Vögele (født 10. marts 1990 i Leuggern, Schweiz) er en kvindelig professionel tennisspiller fra Schweiz.
Stefanie Vögele højeste rangering på WTA single rangliste var som nummer 63, hvilket hun opnåede 1. marts 2010. I double er den bedste placering nummer 131, hvilket blev opnået 2. marts 2009. 